# Стефан Новак
Стефан Новак (словац. Štefan Novák; 4 грудня 1879, Убля — 5 вересня 1932, Пряшів) — словацький церковний діяч, єпископ Пряшівської греко-католицької єпархії у 1913—1918 роках.

## Життєпис
Народився у священичій родині о. Яна Новака і його дружини Марії з дому Балоґ. Навчався в Ужгородській гімназії. Богослов'я вивчав у Естергомі та Віденському університеті (1902—1906), де 1906 року здобув докторський ступінь з богослов'я.
9 січня 1905 року отримав священичі свячення з рук Мукачівського єпископа Юлія Фірцака в Ужгородському катедральному соборі.
20 листопада 1913 року призначений на єпископа Пряшівської греко-католицької єпархії. Єпископська хіротонія відбулася 11 січня 1914 року. Головним святителем був єпископ мукачівський Антал Папп. Єпископ Стефан Новак сприяв мадяризації в сфері шкільництва та мови церковних обрядів. У 1918 році зрікся єпископства і втік до Угорщини, де й помер 5 вересня 1932 року.